# Иеремиил
Иеремии́л (др.-евр. ירחמיאל‬ — «высота Божия», «возвышение к Богу», Ремиил), в христианской и иудаистской ангелологии один из архангелов. Упоминается в неканонической ветхозаветной Третьей книге Ездры, где он вместе с архангелом Уриилом приходил к пророку и отвечал на его вопросы о конце света:
Не о том же ли вопрошали души праведных в затворах своих, говоря: «доколе таким образом будем мы надеяться? И когда плод нашего возмездия?» На это отвечал мне Иеремиил Архангел: «когда исполнится число семян в вас, ибо Всевышний на весах взвесил век сей, и мерою измерил времена, и числом исчислил часы, и не подвинет и не ускорит до тех пор, доколе не исполнится определенная мера» (3Езд. 4:35—37).
Традиционно архангела Иеремиила изображают на иконах держащим весы в правой руке.
Архангел Божий не только приоткрывает мрачную перспективу греховного мира, но также помогает узреть в мире святые зерна вечной жизни.
В апокрифической книге Еноха в переводе Р. Г. Чарльза упоминается архангел Ремиил, которого Бог поставил над теми, кто воскресает.